# 김진구 (배우)
김진구(1945년 4월 22일~2016년 4월 6일)는 대한민국의 배우이다.
1962년 연극 배우로 첫 데뷔를 하였으며 이듬해 1963년 DBS 동아방송 라디오 공채 1기 성우로 입사한 이후로, 그로부터 향후 2년이 지난 1965년 TBC 동양방송 라디오 공채 2기 성우로 옮겼고, 3년 지난 훗날 1968년 MBC 문화방송 라디오 공채 3기 성우로 재차 옮겼으며, 그로부터 2년 후 1970년 서울중앙방송(지금의 KBS 한국방송공사)의 공채 탤런트 9기로 정식 데뷔하였고, 2016년 4월 6일 《함부로 애틋하게》를 촬영 후 경북 포항역에서 서울행 기차를 타러가던 중 갑작스럽게도 뇌출혈로 쓰러졌으며, 경상북도의 포항시의 한 병원으로 이송되었으나 사망하였다.

## 학력
- 1964년 명성여자고등학교 (졸업)
- 1966년 홍익대학교 응용미술학과 (중퇴)
- 1977년 서울예술전문학교 연극과 전문학사 (졸업)

## 출연작

### 드라마
- 2016년 KBS2 수목드라마 《함부로 애틋하게》 ... 단역

### 영화
- 1997년 《죽이는 이야기》... 장 부인 역
- 1999년 《이재수의 난》... 성 주민 역
- 2000년 《플란다스의 개》... 치와와 할머니 역
- 2000년 《인터뷰》... 포장마차 할머니 역
- 2000년 《복날》
- 2001년  《라이방》 ... 준형 모 역
- 2002년 《묻지마 패밀리》 ... segment 내 나이키 - 할머니 역
- 2002년 《오아시스》... 종두 엄마 역
- 2002년 《굳세어라 금순아》... 이웃 할머니 역
- 2003년 《쇼쇼쇼》... 할머니 역
- 2003년 《위대한 유산》... 길운 노모 역
- 2003년 《오구》... 꼬부랑 할매 역
- 2004년 《목포는 항구다》... 할머니 역
- 2004년 《어디선가 누군가에 무슨 일이 생기면 틀림없이 나타난다 홍반장》... 산파 할머니 역
- 2005년 《친절한 금자씨》... 고선숙 역
- 2005년 《나의 결혼 원정기》... 춘보 어머니 역
- 2005년 《홀리데이》... 치매 노모 역
- 2006년 《무도리》... 방연 모 역
- 2006년 《잘 살아보세》... 두식 모 역
- 2006년  《네버랜드》
- 2007년 《이대근, 이댁은》...가게 할머니 역
- 2007년 《행복》... 영수 모 역
- 2009년 《마더》... 아정 할머니 역
- 2009년 《낙원 - 파라다이스》... 아줌마 역
- 2011년 《통증》... 주인할매 역
- 2011년 《감》
- 2012년 《할머니는 일학년》... 범골댁 역
- 2014년 《도희야》... 점순 역
- 2015년 《돌연변이》... 멸공할매 역
- 2015년 《비밀은 없다》... 목격자 할머니 역
- 2016년 《미씽: 사라진 여자》... 석호 모 역
- 2016년 《할머니와 돼지머리》 ... 할머니 역

## 수상
- 1985년 제22회 동아연극상 여자연기상